# Focus-Gesundheit
Focus-Gesundheit ist eine Publikation der BurdaVerlag Data Publishing GmbH, München, eine Tochterfirma der Hubert Burda Media. Focus-Gesundheit ist eine Schwesterzeitschrift des Magazins Focus. Die Druckauflage beträgt 85.000, das Magazin erscheint 4× pro Jahr mit unterschiedlichen redaktionellen Schwerpunkten. Der Copy-Preis beträgt € 9,90,- (Stand September 2024). Chefredakteurin ist seit 2024 Andrea Hennis. Focus-Gesundheit bietet zahlreiche unterschiedliche gesundheitliche Themen sowie Experteninterviews und Infografiken. Regelmäßig werden in Focus-Gesundheit die Focus-Ärzteliste, Focus-Klinikliste und Focus-Rehaliste veröffentlicht. Focus-Gesundheit bzw. Beiträge des Magazins wurde unter anderem mit folgenden Medienpreisen ausgezeichnet: Medienpreis der DDG, Deutscher Medienpreis Depressionshilfe, BNK-Medienpreis und European Publishing Award.
Auf der 2023 gelaunchten Website focus-gesundheit.de befindet sich der Internetauftritt von Focus-Gesundheit. Auf der Website sind die Focus-Listen zur Recherche frei verfügbar.